# سفاكة (ريمة)

تعديل مصدري - تعديل

قرية سفاكه  هي إحدى قرى عزلة البيادح الواقعة ضمن مديرية الجعفرية التابعة لمحافظة ريمة، بلغ تعداد سكانها (349) نسمة حسب تعداد اليمن لعام 2004.
هي احدى قرى عزلة بني القوي العتم الواقعة ضمن مديرية الجعفرية التابعة لمحافظة ريمة، بلغ تعداد سكانها (349) نسمة حسب تعداد اليمن لعام 2004.

## المحلات التابعة للقرية
- القرعة
- صفاء المندول
- الحسيه
- السنفة
- مجدوره

## روابط خارجية
- الدليل الشامــل